# Список послов СССР и России в Уругвае
В статье представлен список послов СССР и России в Восточной Республике Уругвай.

## Хронология дипломатических отношений
- 22 декабря 1857 г. — установлены дипломатические отношения между Российской империей и Уругваем[1].
- 20 июня 1858 г. — установлены дипломатические отношения[2].
- 8 июня 1898 г. — установлены дипломатические отношения[3].
- 1898—1917 гг. — дипломатические отношения со стороны России осуществлялись через миссию в Бразилии.
- 1917 г. — дипломатические отношения прерваны после Октябрьской революции.
- 21—22 августа 1926 г. — установлены дипломатические отношения между СССР и Уругваем на уровне миссий.
- 11—13 августа 1933 г. — открытие миссий.
- 27 декабря 1935 г. — дипломатические отношения прерваны Уругваем.
- 27 января 1943 г. — восстановление дипломатических отношений на уровне миссий.
- 30 ноября 1964 г. — миссии преобразованы в посольства.

## Список послов
| Срок полномочий                   | Посол                            | Годы жизни | Дата вручения верительных грамот | Комментарии                               |
| --------------------------------- | -------------------------------- | ---------- | -------------------------------- | ----------------------------------------- |
| Российская империя                |                                  |            |                                  |                                           |
| 8 июня 1898 — 1904                | Алексей Николаевич Шпейер        | 1854—1916  |                                  | Посланник по совместительству             |
| декабрь 1904 — 1909               | Маврикий Эдуардович Прозор       | 1849—1928  |                                  | Посланник по совместительству             |
| 1910 — 1915                       | Пётр Васильевич Максимов         | 1852—1915  |                                  | Посланник по совместительству             |
| 1916 — 1917                       | Александр Ипполитович Щербатский | 1874—1952  |                                  | Посланник по совместительству             |
| Временное правительство России    |                                  |            |                                  |                                           |
| 1917 — 26 ноября 1917             | Александр Ипполитович Щербатский | 1874—1952  |                                  | Посланник по совместительству             |
| СССР                              |                                  |            |                                  |                                           |
| 10 марта 1934 — 27 декабря 1935   | Александр Еремеевич Минкин       | 1887—1955  | 9 мая 1934                       | Полномочный представитель                 |
| 3 ноября 1943 — 24 октября 1944   | Сергей Алексеевич Орлов          | 1895—1944  | 18 марта 1944                    | Посланник                                 |
| 12 ноября 1944 — 17 мая 1952      | Николай Васильевич Горелкин      | 1889—?     | 14 февраля 1945                  | Посланник                                 |
| 17 мая 1952 — 27 октября 1953     | Владимир Яковлевич Ерофеев       | 1909—1986  |                                  | Посланник                                 |
| 1952 — 1954                       | Николай Борисович Алексеев       | 1912—1984  |                                  | Поверенный в делах                        |
| 1954 — 1956                       | Дмитрий Иванович Заикин          | 1909—1983  |                                  | Поверенный в делах                        |
| 24 декабря 1955 — 14 декабря 1960 | Сергей Сергеевич Михайлов        | 1912—1984  | 26 января 1956                   | Посланник                                 |
| 14 декабря 1960 — 3 августа 1965  | Сергей Романович Стриганов       | 1916—1985  | 24 марта 1961                    | Посланник до 19 декабря 1964, затем посол |
| 3 августа 1965 — 27 января 1970   | Игорь Константинович Колосовский | 1920—2010  | 1 октября 1965                   |                                           |
| 10 июня 1970 — 23 июня 1978       | Николай Васильевич Демидов       | 1917—2006  | 13 июля 1970                     |                                           |
| 23 июня 1978 — 26 февраля 1987    | Юрий Владимирович Лебедев        | 1923—1996  | 6 ноября 1978                    |                                           |
| 26 февраля 1987 — 25 декабря 1991 | Игорь Константинович Лаптев      | 1932—2016  |                                  |                                           |
| Российская Федерация              |                                  |            |                                  |                                           |
| 25 декабря 1991 — 6 апреля 1993   | Игорь Константинович Лаптев      | 1932—2016  |                                  |                                           |
| 6 апреля 1993 — 13 апреля 1999    | Борис Вячеславович Головин       | 1945—      |                                  |                                           |
| 13 апреля 1999 — 31 июля 2000     | Евгений Михайлович Астахов       | 1937—      |                                  |                                           |
| 31 июля 2000 — 26 сентября 2005   | Ян Анастасьевич Бурляй           | 1947—      |                                  |                                           |
| 26 сентября 2005 — 5 ноября 2013  | Сергей Николаевич Кошкин         | 1954—      | 2 января 2006                    |                                           |
| 5 ноября 2013 — 10 января 2018    | Алексей Казимирович Лабецкий     | 1967—      |                                  |                                           |
| 10 января 2018 — 5 октября 2020   | Николай Всеволодович Софинский   | 1958—      | 9 мая 2018                       |                                           |
| 5 октября 2020 — 22 апреля 2025   | Андрей Владимирович Будаев       | 1960—      | 24 июня 2021                     |                                           |
| 22 апреля 2025 — настоящее время  | Алексей Викторович Исаков        | 1960—      |                                  |                                           |